# Simon Dutton
Simon Dutton, né le 1er janvier 1958 dans le Buckinghamshire, est un acteur anglais.
Il est principalement connu pour avoir succédé à Roger Moore et Ian Ogilvy dans le rôle de Simon Templar, dans la version 1989 de la série Le Saint. Il fut choisi pour ce rôle parmi 250 candidats convoqués par la production et présenté à la presse mondiale le 24 avril 1989.

## Biographie
Simon Dutton fait ses études au Central School of Speech and Drama, une des plus prestigieuses écoles d'art dramatique du Royaume-Uni. Sa mère l'a prénommé Simon à cause de sa passion pour les romans de Leslie Charteris, qui remonte à ses dix ans. Simon Dutton a rencontré Leslie Charteris : {{Il ne croyait pas à l'histoire du prénom, a confié l'acteur, il pensait que c'était un truc pour attirer les journalistes.}} Approuvé par Charteris, Dutton raconte : « Il m'a déclaré que je ressemblais beaucoup au personnage de ses livres, et m'a donné quelques conseils pour mon interprétation. Le Saint est quelqu'un de très intelligent, mais jamais arrogant. C'est lorsqu'il sourit qu'il est le plus dangereux. » Simon Dutton s'est bien gardé de dire à l'écrivain que contrairement à sa mère, il n'avait jamais lu aucun roman du Saint.
Simon Dutton précise qu'il tient à s'écarter de la version avec Roger Moore. « Moore, c'était le Saint des années 60. Moi, celui des années 90. Je crois d'ailleurs que la série est plus réaliste. Nous allons revenir aux livres et nous intéresser au côté sombre du personnage. Dans les années soixante, il était dépeint comme une sorte de playboy détective, alors qu'en réalité, c'est un escroc qui vit des deux côtés de la loi. »
Simon Dutton peut devenir Le Saint grâce au producteur Robert S. Baker, mécontent du choix d'Andrew Clarke dans le pilote Le Saint à Manhattan imposé par les Américains face à l'Anglais Anthony Andrews. Dans le livre de Burl Barer The Saint A Complete History in Print, Radio, Film and Television, Baker compare Clarke à Tom Selleck. Selon Baker, il fallait un acteur anglais et Clarke ne peut pas incarner le Saint. D'où un nouveau casting qui a permis à Dutton de décrocher le rôle. Après avoir tourné six téléfilms de 90 minutes, en raison de mauvaises audiences que Robert S. Baker explique par des délais de production trop courts, Simon Dutton n'est pas convié, comme prévu, à tourner une deuxième saison, alors que dans le projet original, avant la diffusion des six premiers épisodes, John Fitzgerald, directeur chez Taffner Productions, avait annoncé 5 saisons et 24 épisodes par an.
Simon Dutton est marié à Tamsin Olivier, fille de Laurence Olivier pendant le tournage de la série. 
Juste avant Le Saint, Simon Dutton est le partenaire de Stéphanie Zimbalist (une des vedettes des Enquêtes de Remington Steele) dans un téléfilm adapté d'Agatha Christie L'Homme au complet marron. Son rôle de jeune premier séducteur préfigure son interprétation de Simon Templar.
Contrairement aux autres interprètes du Saint télévisé, Roger Moore (titulaire durant sept films) et Ian Ogilvy (envisagé), il est le seul comédien à ne pas avoir été approché par les productions EON pour tenir le rôle de James Bond (à l'époque tenu par Timothy Dalton).
Après Le Saint et un peu comme ce fut le cas pour Ian Ogilvy, la carrière de Simon Dutton devient plus discrète. Il est vedette invitée de séries comme Inspecteur Barnaby, Bones, Doctor Who et Les Enquêtes de Morse et obtient des seconds rôles au cinéma, par exemple dans Jupiter : Le Destin de l'univers.
Simon Dutton est doublé en français notamment par Frédéric Souterelle, Achille Orsoni et Bernard Lanneau.
En 2021, il joue la pièce d'Agatha Christie Witness fo the Prosecution avec Lewis Cope, sous la direction de Lucy Bailey au London Country Hall. Cette pièce a été auparavant adaptée au cinéma sous le titre Témoin à charge en 1957 sous la direction de Billy Wilder.

## Théâtre

### Comme acteur
- 1981-1982 : Another Country de Jullian Mitchell : Delahay
- 1986 : Yonadab de Peter Schaffer, au  Cottesloe Theatre de Londres
- 1986 : The Mother de Stanislaw Ignacy Witkiewicz
- 1986 : Nothing d' Andrea Hart, mise en scène de Philip Prowse : John Pomfret
- 1987 : The Importance of Being Earnest de Oscar Wilde, mise en scène de Lou Stein
- 1990 : Time and the Conways de J.B. Priestley, mise en scène de Richard Olivier : Sir Wilfrid Robarts
- 1993 : The Trial de Harold Pinter et Oscar Wilde , mise en scène de Lida Engelova
- 1997 : Heartbreak House de Bernard Shaw, mise en scène de David Hare
- 2001 : Helping Harry de Valentine Guiness, mise en scène de Nickolas Grace
- 2001 : Semi-Monde de Noel Coward, mise en scène de Philip Prowse
- 2019 : Rough Crossing de Tom Stoppard, au Chistel Festival Theatre
- 2021 : Witness for the Prosecution d'Agatha Christie, mise en scène de Lucy Bailey : Sir Wilfrid Robarts [8]

### Comme producteur
- 1986 : Nothing d' Andrea Hart, mise en scène de Philip Prowse

## Filmographie

### Télévision
- 1980 : Fair Stood the Wind for France (TV) : Lancaster Crew
- 1981 : From a far country (TV) : L'assistant
- 1981 : Strangers  (série télévisée, 1981) (TV)  (épisode Stand and deliver) : Luke
- 1981 : Winston Churchill (série télévisée, 1981) (TV)  (épisode What price Churchill) : William Deakin
- 1982 : Le Tueur de Belfast (Harry's Game) (TV) : Le lieutenant
- 1983 :  Les Professionnels (série télévisée) (The Professionals) (TV)  (épisode Action Terroriste) (No Stone) : Tree
- 1983 : To the lighthouse (TV) : Jasper
- 1983 : By the sword divided (série télévisée, 1983) (TV)   : Will Saltmarsh
- 1984 : Play for Today (série télévisée, 1984) (TV) (épisode Only children)  : Ben
- 1984 : Robin of Sherwood (série télévisée, 1984) (TV) (épisode The Prophecy)  : Mark/Henry of Skipton
- 1987 : A Sort of Innocence (série télévisée, 1984) (TV)   : Ben Crossley
- 1989 : L'Homme au complet marron (The Man in the brown suit) (téléfilm) : Harry Lucas
- 1989 : Bergerac (série télévisée, 1989) (TV)  (épisode Weekend Off) : DC Rushden
- 1989 : Le Saint (The Saint) (TV) : Simon Templar
- 1990 : Blood Royal : William the conqueror (TV) : Robert Curthose'
- 1992 : Downtown Lagos (série télévisée, 1992) (TV)   : Oliver
- 1993 : Les Règles de l'art (Lovejoy) (série télévisée, 1993) (TV)  (épisode Taking the Pledge) : Iain
- 1994 : Citizen Locke (TV) : Chief Justice
- 1997 : The Place of the dead (TV) : Lieutenant Colonel Robert Neill
- 1999 : La Dynastie des Carey-Lewis (Nancherrow) (série télévisée, 1999) (TV)  : Ronny Cox
- 2005 : Holby City  (série télévisée, 2005) (TV) (épisode Stick or Twist) : Dominic Fryer
- 2005 : Holby City  (série télévisée, 2005) (TV) (épisode Not Just a River in Egypt) : Dominic Fryer
- 2005 : Heartbeat  (série télévisée, 2005) (TV) (épisode Picture This) : Sir George Broughton
- 2005 : Lasko, le train de la mort  (Im Auftrag des Vatikans) (téléfilm) : Matthias
- 2006 : Ancient Rome: The Rise and Fall of an Empire (TV) (épisode Titus Labienus) : Caesar
- 2007 : The Afternoon Play  (série télévisée, 2007) (TV) (épisode The Real Deal) : Ken Hunter
- 2007 : Flics toujours (New Tricks) (série télévisée, 2007) (TV)  (épisode Casualty) : Duncan Freedman
- 2007-2014 : Not Going Out (série télévisée, 2007-2014) : Guy
- 2008 : Bones  (série télévisée, 2008) (TV) (épisode Action Terroriste) (The Yanks in the U.K.) : William Curry
- 2009 : Doctors  (série télévisée, 2009) (TV) (épisode Arranged Family) : Robert Gaddis
- 2010 : Holby City  (série télévisée, 2010) (TV) (épisode All Cried Out) : Paul Sears
- 2010 : Doctor Who  (série télévisée, 2010) (TV) (épisode Le labyrinthe des anges) : Alistair
- 2010 : Garrow's Law  (série télévisée, 2010) (TV)  : Earl of Sandwich
- 2010 : Inspecteur Barnaby (Midsomer Murders) (série télévisée, 2010) (TV) (épisode Sombre Secret) (Dark Secrets) : Laurence Fletcher
- 2010 : Now Retired (TV) : William Hester
- 2010 : Come Rain Come Shine (TV) : Andy
- 2011 :  EastEnders (TV) : Philip Granger QC
- 2013 : Walking with the Enemy (TV) : Miklos Schoen
- 2013 : Dracula (TV) : Sir Clive Dawson
- 2011 : Doctors  (série télévisée, 2011) (TV) (épisode Intereo Per Veneratio) : Harold Bempton
- 2011 : The Field of Vision (TV) : TV Talk Show Host
- 2014 : Doctors  (série télévisée, 2014) (TV) (épisode The Kiss) : Edwin Caroux
- 2014 : Doctors  (série télévisée, 2014) (TV) (épisode Sacrifice) : Edwin Caroux
- 2016 : Doctors  (série télévisée, 2016) (TV) (épisode I Know She Lies) : Adam Burt
- 2018 : Les Enquêtes de Morse (Endeavour) (série télévisée, 2018) (TV)  (épisode Cartouche) : Armand De Vere
- 2018 : Un prince à marier (TV) : le roi Édouard
- 2018 : A Christmas Prince: The Royal Wedding (TV) : Lord Leopold
- 2022 : The Walk-In (série télévisée, 2022) (TV) : Mr Jackson

### Documentaires
- 2010 : Doctor Who Confidential : Eyes Wide Open : documentaire du 24 avril 2010 avec la participation de l'acteur[9]
- 2011 : Best of the Companions : participation de Simon Dutton
- 2014 : Not Going Out :The Outtakes : Images d'archives

### Cinéma
- 1984 : Memed My Hawk  de Peter Ustinov : Memed
- 1985 : Le Roi David [10](King David) : Eliab
- 1994 : La Courtisane (Dangerous Beauty) : Ministre Ramberti [11]
- 2003 : Mind Games  de Gerhard Paul Ackermann (Court-métrage) : Bryce Reynolds
- 2010 : House Trap (House Swap)  : Jack Wilson
- 2011 : 1911:Revolution (Xin hai ge ming) : John Newell Jordan
- 2013 : Walking with the Enemy (The Glass House) : Miklos Schoen
- 2014 :  Suite française[12] : Maurice Michaud
- 2014 : Un Noël de Princesse (A Royal Christmas) : Victor
- 2015 : Jupiter : Le Destin de l'univers (Jupiter Ascending) : Tsalikin
- 2024 : The Experiment de Chee Keong Cheung : John Orwell [13]

## Vie privée
Marié à Tamsin Olivier (11 Juin 1995-?),  divorcé. Un enfant
Marié ensuite à Betsy Brantley, divorcé.

## Anecdotes
Simon Dutton est le vice-président du Club du Saint.
Il consacre du temps à de nombreux évènements caritatifs et collectes de fonds.
Il a fréquenté la  la Sir William Borlase's Grammar School, une école du XVIIe siècle située à Marlow, dans le Buckinghamshire, en Angleterre.